# 孝恭仁皇后
孝恭仁皇后（こうきょうじんこうごう、満州語：hiyoošungga gungnecuke gosin hūwangheo、1660年 - 1723年）は、清の康熙帝の側室で、雍正帝の母。満洲正黄旗包衣佐領の出身。姓はウヤ（烏雅）氏（Uya hala）。

## 生涯

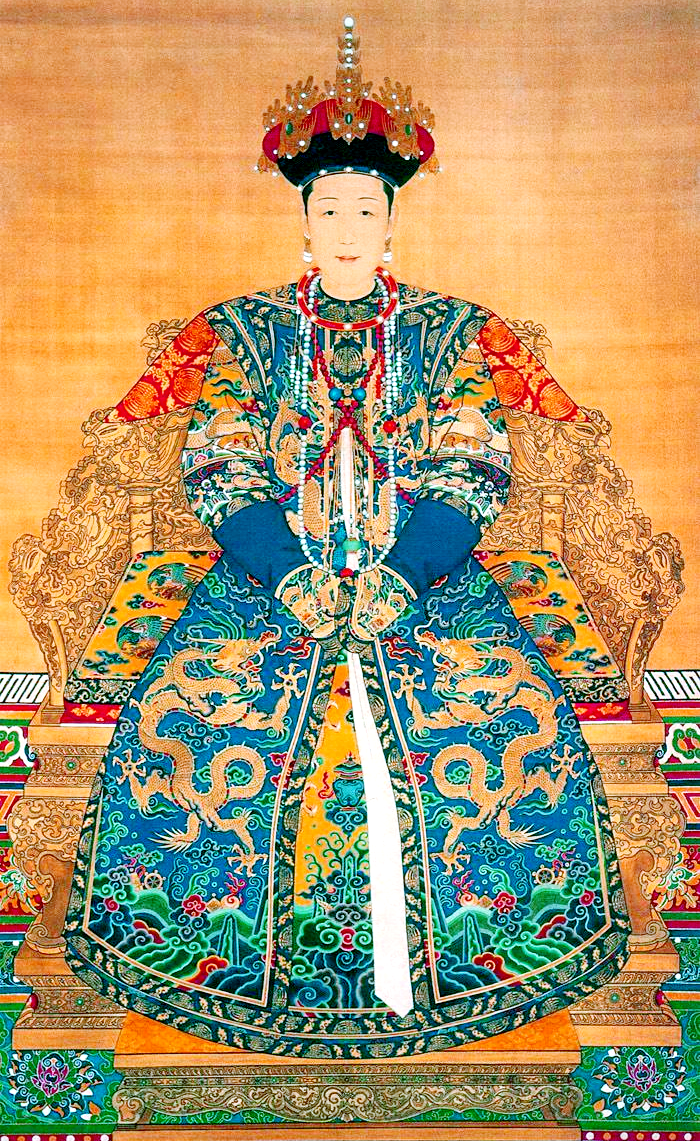
孝恭仁皇后ウヤ氏

内務府包衣・膳房総領の額森（エセン）の孫娘。父の魏武（ウェイウ）は護軍参領となった。康熙12年（1673年）、ウヤ氏は後宮に入って常在（身分の低い妃嬪）となった。胤禛（後の雍正帝）など多くの子供を産み、徳貴人、徳嬪に進み、徳妃にいたった。
雍正帝が即位すると、皇太后に立てられたが、雍正元年（1723年）に死去した。

## 逸話
「九子奪嫡」と呼ばれる政争で、ウヤ氏の2人の息子はしばしば諍いを起こした。ウヤ氏は年少の息子の胤禵を最も愛していたので、年長の胤禛が即位すると意外に感じ、大いに不満を覚えた。ウヤ氏は自殺をほのめかし、皇太后の称号を一度拒否したという。

## 子女
- 胤禛（雍正帝）
- 胤祚（1680年3月5日 - 1685年6月15日）
- 皇七女（1682年生没）
- 固倫温憲公主
- 皇十二女（1686年 - 1697年）
- 胤禵（恂郡王）

## 登場作品
- テレビドラマ『宮廷の諍い女』：皇太后 役、劉雪華

## 伝記資料
- 『清史稿』巻214
- 『清憲宗実録』